# NATO Intelligence, Surveillance, and Reconnaissance Force
Die NATO Intelligence, Surveillance, and Reconnaissance Force (NISRF) ist ein Programm der NATO zum Aufbau einer Fähigkeit zur Gefechtsfeldaufklärung und -überwachung unter Nutzung unbemannter Luftfahrzeuge vom Typ RQ-4D. Der Verband entstand aus dem sogenannten AGS-Programm des Bündnisses und hieß bis zum 22. September 2023 NATO Alliance Ground Surveillance Force (NAGSF). Sie hat ihre Basis auf dem italienischen Militärflugplatz Sigonella auf Sizilien.

## Auftrag
Die Hauptaufgaben des Verbands sind neben der ursprünglich reinen Gefechtsfeldaufklärung und -überwachung inzwischen das gesamte ISR-Spektrum. Die Einsätze werden vom Allied Air Command (AIRCOM) in Ramstein angeordnet, dem diese Aufgabe 2020 vom SACEUR übertragen wurde.

## Geschichte
Als operatives Element des AGS-Programms wurde im September 2015 der seinerzeit als NATO AGS Force bezeichnete Verband in Sigonella aufgestellt. Der NATO-gesteuerte multinationale Betrieb und dessen Finanzierung sind vergleichbar mit den Verfahren beim NATO Airborne Early Warning & Control Force Command.
Das erste RQ-4D-Luftfahrzeug landete am 21. November 2019 auf der Sigonella Air Base und die erste mobile Bodenstation wurde im März 2020 von der europäischen Industrie ausgeliefert.
Bis November 2020 erhielt der Einsatzverband alle fünf Drohnensysteme, so dass im Februar 2021 die Anfangseinsatzbereitschaft erklärt werden konnte.
Im Krieg in der Ukraine seit 2014 wurden mehrfach Drohnen zur Aufklärung über der Ukraine und dem Schwarzes Meer zur Aufklärung eingesetzt. Infolge des erweiterten Aufgabenspektrum erhielt der Verband 2023 die noch heute gültige neue Bezeichnung.
Im Jahr 2025 unternahm die NISRF erstmals eine sogenanntes Agile Combat Deployment und führte Flüge von der finnischen Basis Pirkkala durch.

## Gliederung
Der Verband besteht unter anderem aus zwei Gruppen und einer fliegenden Staffel:
- Stab
- Fliegende Gruppe (Operations Wing)
  - Fliegende Staffel (Flying Squadron)
  - Einsatzunterstützungsstaffel (Operations Support Squadron)
  - Überwachungs- und Aufklärungseinheit  (ISR-Unit)
  - Aufklärungsunterstützungseinheit (Intelligence Support Unit)
- Unterstützungsgruppe (Support Wing)
  - Technische, Logistische und Instandhaltungselemente
- Verbindungsdivision (Liaison Division) mit abgesetzten Bereichen beim SHAPE und AIRCOM
- Trainingszentrum

Das Personal stammt in der Mehrzahl zu zirka 26 % aus den USA, 19 % sind Deutsche und das Gastgeberland Italien stellt 11 % der Verbandsangehörigen. Die NAGSF wird routinemäßig von einem US-amerikanischen Brigadegeneral geführt, mit einem italienischen Oberst als Stellvertreter. Die fliegende Gruppe führt ein Oberst der deutschen Luftwaffe und die Unterstützungsgruppe einer der spanischen Luftstreitkräfte.

## Ausrüstung

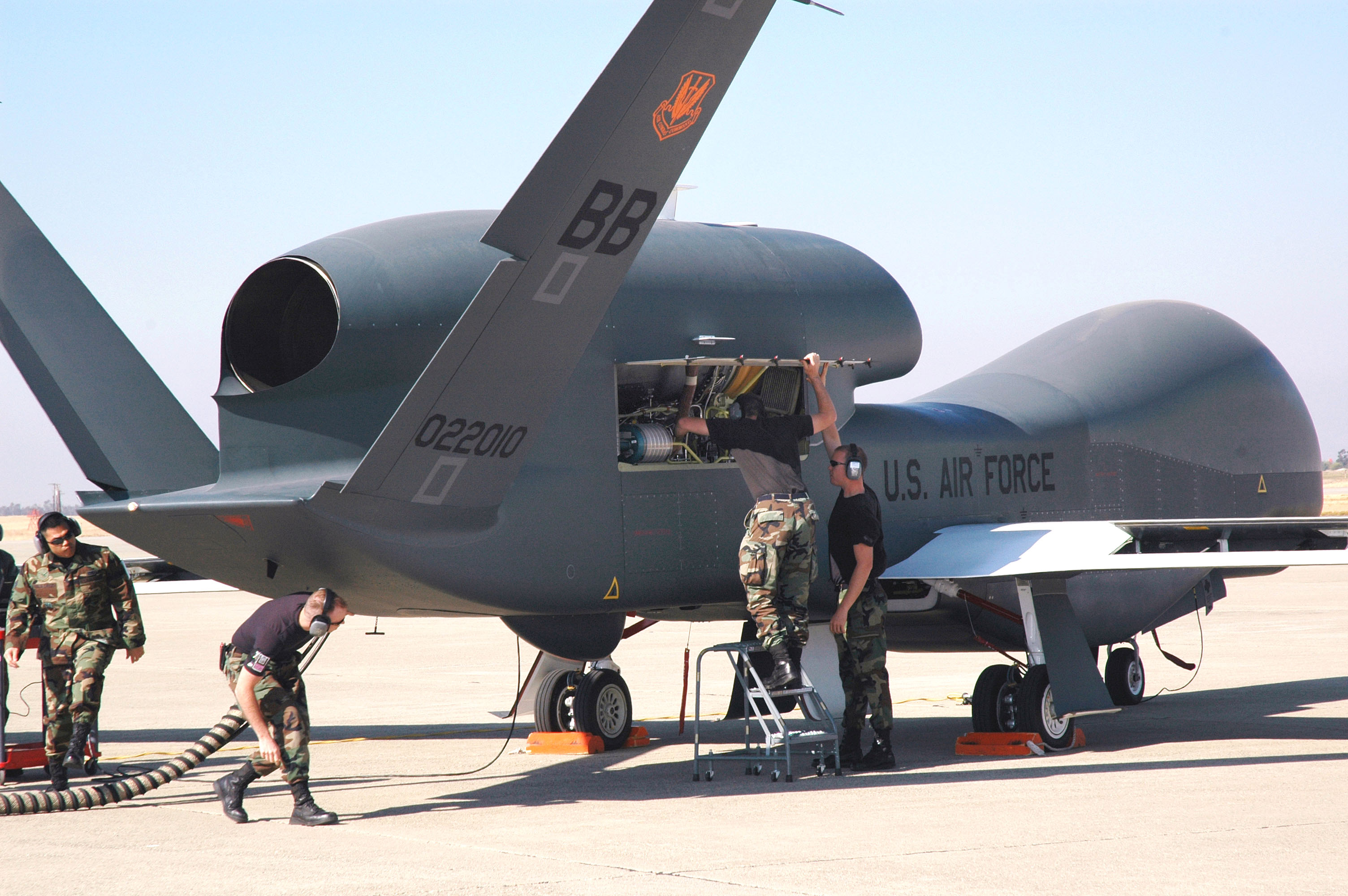
Global Hawk während der Wartung

### RQ-4D
Die fünf Aufklärungsdrohnen RQ-4D basieren im Wesentlichen auf der RQ-4B Block 40.

### Bodenstation
Das Bodensegment des Verbands besteht aus mehreren verlegbaren Bodenstationen, die über Datenlinks verbunden werden können und die Fähigkeit zur Datenverarbeitung und -auswertung bei gleichzeitiger Interoperabilität zu anderen C2ISR-Systemen besitzen sollen. Darüber hinaus verfügt das System über Elemente zur Missionsunterstützung auf dem Hauptstützpunkt in Sigonella und Bodenstationen zur Flugsteuerung.

## Kommandeure
| Nr. | Name                | Dienstgrad        | Nationalität       | Beginn             | Ende               |
| --- | ------------------- | ----------------- | ------------------ | ------------------ | ------------------ |
| 01. | Pedro Renn          | Oberst            | Deutschland        | September 2015     | 20. September 2018 |
| 02. | Phillip A. Stewart  | Brigadier General | Vereinigte Staaten | 10. September 2018 | 9. Juli 2020       |
| 03. | Houston R. Cantwell | Brigadier General | Vereinigte Staaten | 9. Juli 2020       | 11. Juli 2022      |
| 04. | Andrew M. Clark     | Brigadier General | Vereinigte Staaten | seit 11. Juli 2022 | seit 11. Juli 2022 |